# 이승용 (배우)
이승용(1986년 8월 5일 ~ )은 대한민국의 배우이다.

## 학력
- 안양예술고등학교 연극영화과
- 서경대학교 연극영화 학사

## 출연작

### 영화
- 《고속도로 가족》 (2022년) - 선술집 아저씨 3 역
- 《뜨거운 피》 (2022년) - 구암파 조직원 10 역
- 《대가리3 일진후배들》 (2020년) - 박영호 역
- 《82년생 김지영》 (2019년) - 남사원 1 역
- 《메모리즈》 (2019년) - 태경 역
- 《대가리 2 - 학교무림》 (2019년) - 박영호 역
- 《일진 3》 (2019년) - 박영호 역
- 《일진 2》 (2018년) - 박영호 역
- 《일진》 (2018년) - 박영호 역
- 《염력》 (2018년) - 홍상무 검은양복들 역
- 《기억의 밤》 (2017년) - 사고차량운전자 역
- 《보통사람》 (2017년) - 자유일보기자 역
- 《마스터》 (2016년) - 원네트워크 회원 19 역
- 《화이: 괴물을 삼킨 아이》 (2013년) - 석회공장 지원 역

### 드라마
- 《어쩌다 가족》 (2020년, TV조선) - 이승용 역
- 《내 뒤에 테리우스》 (2018년, MBC)
- 《후유증》 (2014년, 웹드라마) - 경찰 역
- 《아이리스 2》 (2013년, KBS2) - 전술요원 역
- 《빛과 그림자》 (2011년, MBC) - 조교 역